# 稲葉的海
稲葉 的海（いなば まとみ、1953年12月27日 - ）は、北海道旭川市出身の元騎手・調教助手。

## 経歴
中学の途中から宝塚市立宝塚第一中学校に転校し、栗東・日迫清厩舎の門下生となる。在学中は仕事と学業の両立が辛かったが、卒業後に馬事公苑で長期講習を受け、同期に安田隆行・伊藤稔がいる。
1974年3月に日迫厩舎からデビューし、同期は伊藤のほか、岩元市三・佐々木晶三・西園正都・寺田雅之・出口隆義・池添兼雄・佐野清広・河内洋・秋山忠一がいた。
同2日の中京第1競走4歳未勝利・キーホープ（10頭中4着）で初騎乗を果たすと、同日の第5競走5歳以上200万下・ハリーファックスで初勝利を挙げる。1年目の同年から2桁の10勝をマークし、3年目の1976年まで3年連続2桁勝利を記録。
2年目の1975年には自己最多の自身唯一の20勝台となる23勝をマークし、1977年と1978年には障害にも騎乗するが勝ち星を挙げられず、1979年からは平地の騎乗に専念。
1979年は吉田三郎厩舎に移籍し、シンザン産駒グレートタイタンで京都記念（秋）をレコード勝ちして人馬共に重賞初制覇。
1980年には3年ぶりの2桁となる13勝を挙げ、フリーとなった1981年には2年連続で自身最後の2桁となる12勝をマーク。
1982年からは年間勝利数1桁台が続くが、1984年にはダイゴトツゲキで阪神3歳ステークスを制した。同年の稲葉は8勝を挙げたが、このうち3勝はダイゴトツゲキによるものであった。
1985年には桜花賞で人気のタカラスチールに代打騎乗するが、スタートの際に脚をゲートにぶつけ、何とか好位に付けてレースを進めたものの直線手前で手応えが無くなり、エルプスが逃げ切る中で15着と惨敗に終わった。ダイゴトツゲキでは初めて1番人気に推されたきさらぎ賞で3着、スプリングステークスではミホシンザンの4着に終わり、迎えた皐月賞は18着に終わった。
1985年には吉田厩舎に復帰し、1987年には荻野光男厩舎へ移籍。1987年12月6日の中京第6競走4歳以上400万下・プリンセスローラで最後の勝利を挙げ、同馬に騎乗した1988年3月5日の中京第10競走瀬戸特別（14頭中6着）を最終に引退。
引退後は松元省一厩舎の調教助手となり、2007年2月24日にノボリハウツーがレース中に落馬して脱走した際、競馬場へ向かうために付近を通りかかって捕獲している。

## 騎手成績
| 通算成績 | 1着 | 2着 | 3着 | 4着以下 | 出走回数 | 勝率 | 連対率 |
| -------- | --- | --- | --- | ------- | -------- | ---- | ------ |
| 平地     | 116 | 135 | 149 | 1315    | 1715     | .068 | .146   |
| 障害     | 0   | 0   | 0   | 2       | 2        | .000 | .000   |
| 計       | 116 | 135 | 149 | 1317    | 1717     | .068 | .146   |

### 主な騎乗馬
※太字はGIレース。
- グレートタイタン（1979年京都記念 (秋)）
- ダイゴトツゲキ（1984年阪神3歳ステークス）

その他
- オヤマテスコ
- タカラスチール
- フェートノーザン